# Andover (Regno Unito)
Andover è una cittadina dell'Hampshire, situata sulle sponde del fiume Anton. Si trova a 40 km a nord della città di Southampton.

## Curiosità
Insieme alle città di Bexhill, Churston e Doncaster, Andover compare in un libro di Agatha Christie, dal titolo La serie infernale.